# Ennepe unterhalb der Talsperre
Ennepe unterhalb der Talsperre este o arie protejată (arie specială de conservare — SAC, sit de importanță comunitară — SCI) din Germania întinsă pe o suprafață de 60,8 ha, integral pe uscat.

## Localizare
Centrul sitului Ennepe unterhalb der Talsperre este situat la coordonatele 51°17′20″N 7°23′13″E / 51.2889°N 7.3869°E.

## Înființare
Situl Ennepe unterhalb der Talsperre a fost declarat sit de importanță comunitară în martie 2001 pentru a proteja un număr necunoscut de specii din flora spontană și fauna sălbatică aflate în arealul zonei. Situl a fost protejat și ca arie specială de conservare în aprilie 2005.

## Biodiversitate
Situată în ecoregiunea continentală, aria protejată conține 1 habitat natural: Cursuri de apă de la nivel de câmpie la nivel montan, cu vegetație Ranunculion fluitantis și Callitricho-Batrachion.
La baza desemnării sitului se află un număr nedeclarat de specii protejate.